# Leon Gheucă

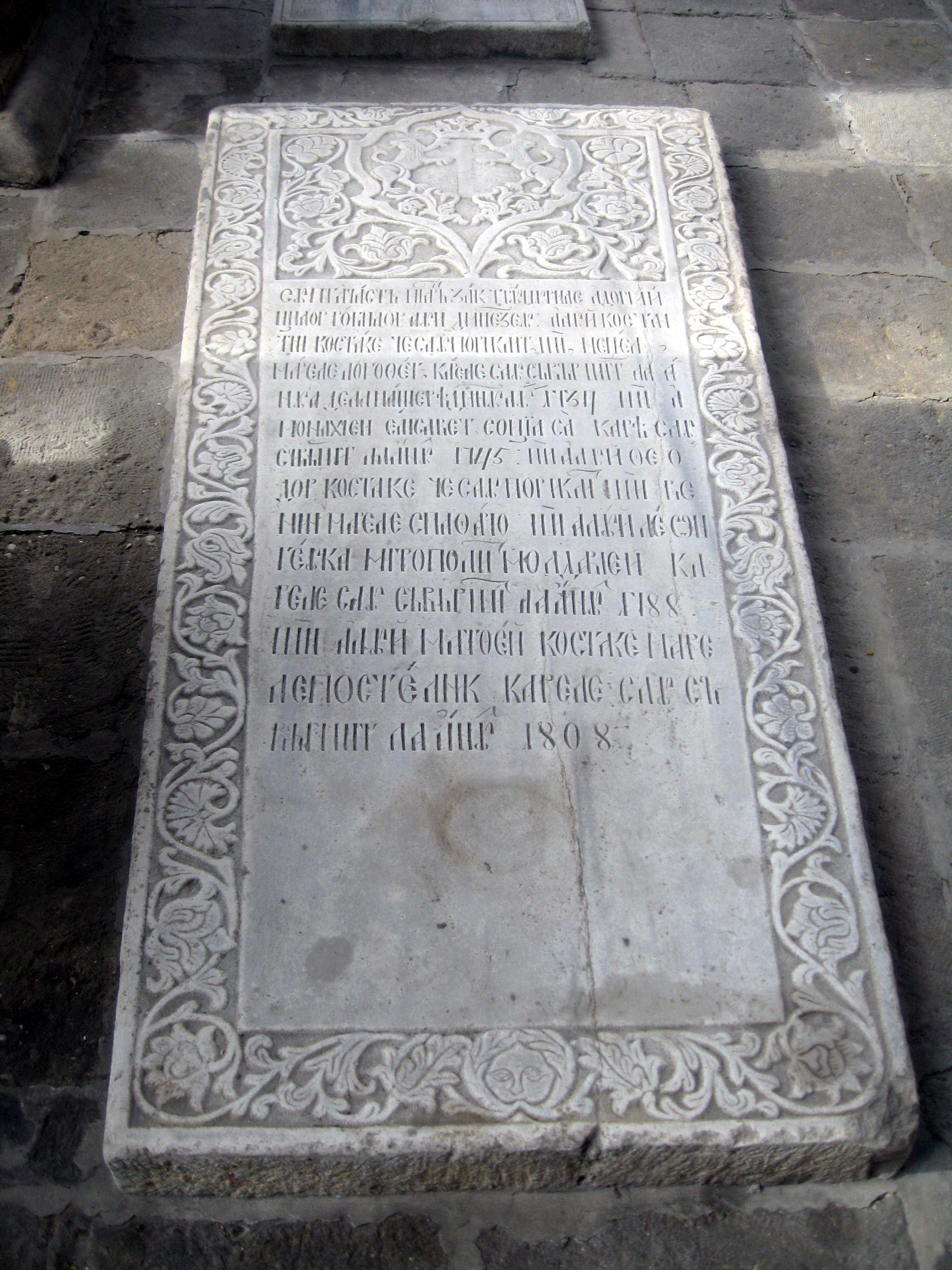
Piatra de mormânt a mitropolitului Leon Gheucă și a unor rude ale mitropolitului Veniamin Costache

Leon Gheucă (n. circa 1730 – d. decembrie 1788, Iași) a fost un cleric ortodox moldovean, care a îndeplinit demnitățile de episcop de Roman (1769-1786) și mitropolit al Moldovei (1786-1788). I-a succedat mitropolitului Gavriil Callimachi. A fost înmormântat în pridvorul Catedralei Sfântul Gheorghe din Iași.

## Biografi
S-a călugărit la Mănăstirea Putna, primind numele monahal de Leon. A ajuns apoi protosinghel la Mitropolia din Iași. La 2 februarie 1769 a fost ales ca episcop al Romanului. După moartea mitropolitului Gavriil Callimachi, episcopul Leon Gheucă a fost ales la 2 martie 1786 ca mitropolit al Moldovei. El a condus Mitropolia Moldovei până în decembrie 1788, când a murit. A fost înmormântat în pridvorul deschis al catedralei mitropolitane ctitorite de predecesorul său.
A fost Venerabil al Lojii Moldova din Iași.
Piatra sa funerară se află în sud-estul pridvorului deschis al fostei catedrale mitropolitane. Pe ea este următoarea inscripție în limba română cu caractere chirilice: „Supt aciastă piatră zac trupurile adormiților lui Dumnezeu: a lui Costantin Costache ce sau poriclit și Negel, marele logofet, carele sau săvărșit la anul de la nașterea măntuitorului 1734 și a monahiei Elisaveta, soția sa, care sau săvărșit la anul 1745 și a lui Theodor Costache ce sau poriclit Venin marele spatariu și a lui Leon Geuca mitropolit Moldaviei carele sau săvărșit la anul 1788 și a lui Mathei Costache marele postelnic carele sau săvărșit la anul 1808.”